# قرار مجلس الأمن التابع للأمم المتحدة رقم 1420
قرار مجلس الأمن التابع للأمم المتحدة رقم 1420، المتخذ بالإجماع في 30 حزيران / يونيو 2002، بعد الإشارة إلى جميع القرارات السابقة بشأن الصراع في يوغوسلافيا السابقة، ولا سيما القراران 1357 (2001) و1418 (2002)، بموجب الفصل السابع من ميثاق الأمم المتحدة مدد المجلس ولاية بعثة الأمم المتحدة في البوسنة والهرسك وأذن باستمرار قوة تثبيت الاستقرار حتى 3 يوليو 2002.
تم اعتماد القرار، الذي قدمته فرنسا وجمهورية أيرلندا والنرويج والمملكة المتحدة، بعد استخدام حق النقض (الفيتو) ضد مشروع قرار سابق من قبل الولايات المتحدة بتمديد ولاية بعثة الأمم المتحدة في البوسنة والهرسك حتى نهاية عام 2002. تم فرض حق النقض بعد مخاوف بشأن دخول نظام روما الأساسي للمحكمة الجنائية الدولية حيز التنفيذ في 1 يوليو / تموز 2002 وقدرته على مقاضاة الأفراد من الدول غير الأطراف في النظام الأساسي، والتي لم تكن الولايات المتحدة طرفًا فيها.

## روابط خارجية
- نص القرار في undocs.org